# Roger de La Fresnaye
Roger-Noël-François de La Fresnaye (født 11. juli 1885 i Le Mans, død 27. november 1925 i Grasse) var en fransk kubistisk maler påvirket af kunstnergruppen Les Nabis.
La Fresnaye var ud af en adelig slægt. Han studerede 1903-04 ved Académie Julian, 1904-08 ved École des Beaux-Arts og derefter ved Académie Ranson (en) under Maurice Denis og Paul Sérusier. I en periode var han tilknyttet gruppen Section d'Or, som var aktiv ca. 1912-14.
| - Værker af Roger de La Fresnaye - Kanalen, Landskab fra Bretagne, 1909 - Georges de Miré, 1910 - Nøgen kvinde, 1910 Nu - Landsby ved vandkanten, 1910 Village at the Water's Edge - Kyrassér, 1911 Cuirassier - Stillleben, 1912 - Jeanne d'Arc(fr), 1911-12 - Badende, 1912 Les Baigneurs - Marie Ressort, 1912-13 - Kubistisk komposition med siddende mand ved et bord, 1913 Statens Museum for Kunst - Vandkanden, 1913 - Ægteskabeligt liv, 1913 La Vie conjugale - Siddende mand, 1914 Homme assis - Stilleben med en diabolo, ca. 1914 Still Life with a Diabolo |

| - Skulpturer af Roger de La Fresnaye - Eva, 1910 Ève - Jeune fille retirant sa chemise, 1911 (78x31x18,5 cm) - Grand nu, les mains jointes, ca. 1911 (121x33x27 cm) |